# シュコダ25Tr
シュコダ25Tr（チェコ語: Škoda 25Tr）は、チェコのシュコダ・エレクトリックが開発した連節式トロリーバス車両。車体の製造はイリスバス（現在：イヴェコ・バス）が手掛けており、シュコダ25Tr イリスバス（Škoda 25Tr Irisbus）とも呼ばれる。

## 概要
2000年代以降、シュコダグループの企業であるシュコダ・エレクトリックはバスやトロリーバスの製造を手掛ける国内外の企業と契約を結び、それらの企業が手掛ける車体を用いたトロリーバス車両の生産を実施している。その中で、イリスバス（現：イヴェコ・バス）や同社の子会社であったカロサと共に開発した車種の1つがシュコダ25Trである。
全長17.8 mの連節バスで、車内全体の床上高さを抑えたノンステップバスである。主電動機はシュコダ製の誘導電動機、制御装置はたIGBT素子を用いたVVVFインバータ制御方式のものが用いられるほか、電力を回収可能な回生ブレーキも搭載されており、勾配区間での走行性能が向上している。大半の電気機器は屋根上のボックス内に収納されており、メンテナンスの容易化が図られている他、イリスバス製の車体を用いた2軸バスのシュコダ24Trとの共通化が行われている。また、顧客の要望に応じて非電化区間での走行が可能なようにディーゼル発電機や充電池を設置する事も可能である。

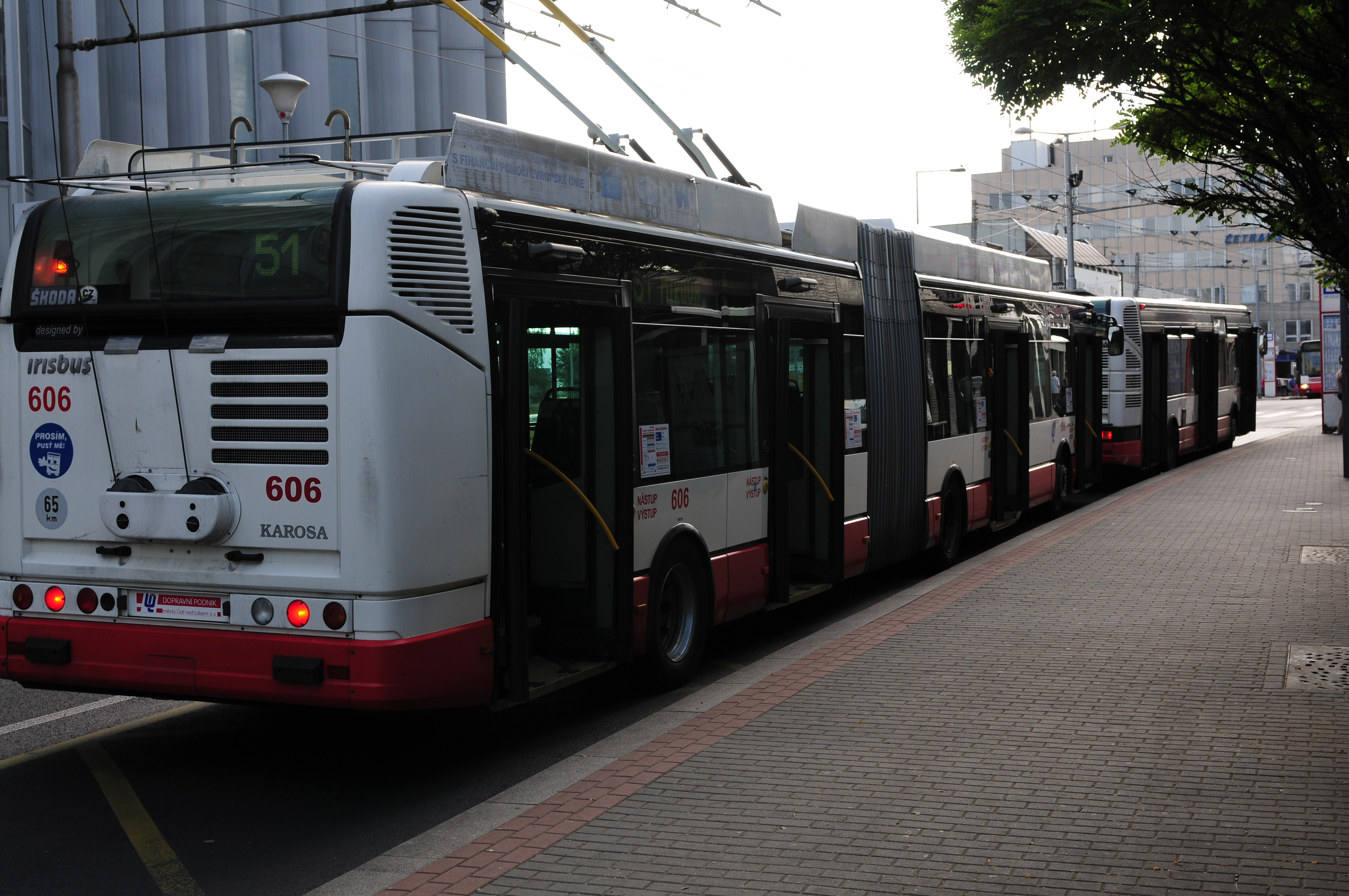
後方（ウースチー・ナド・ラベム）
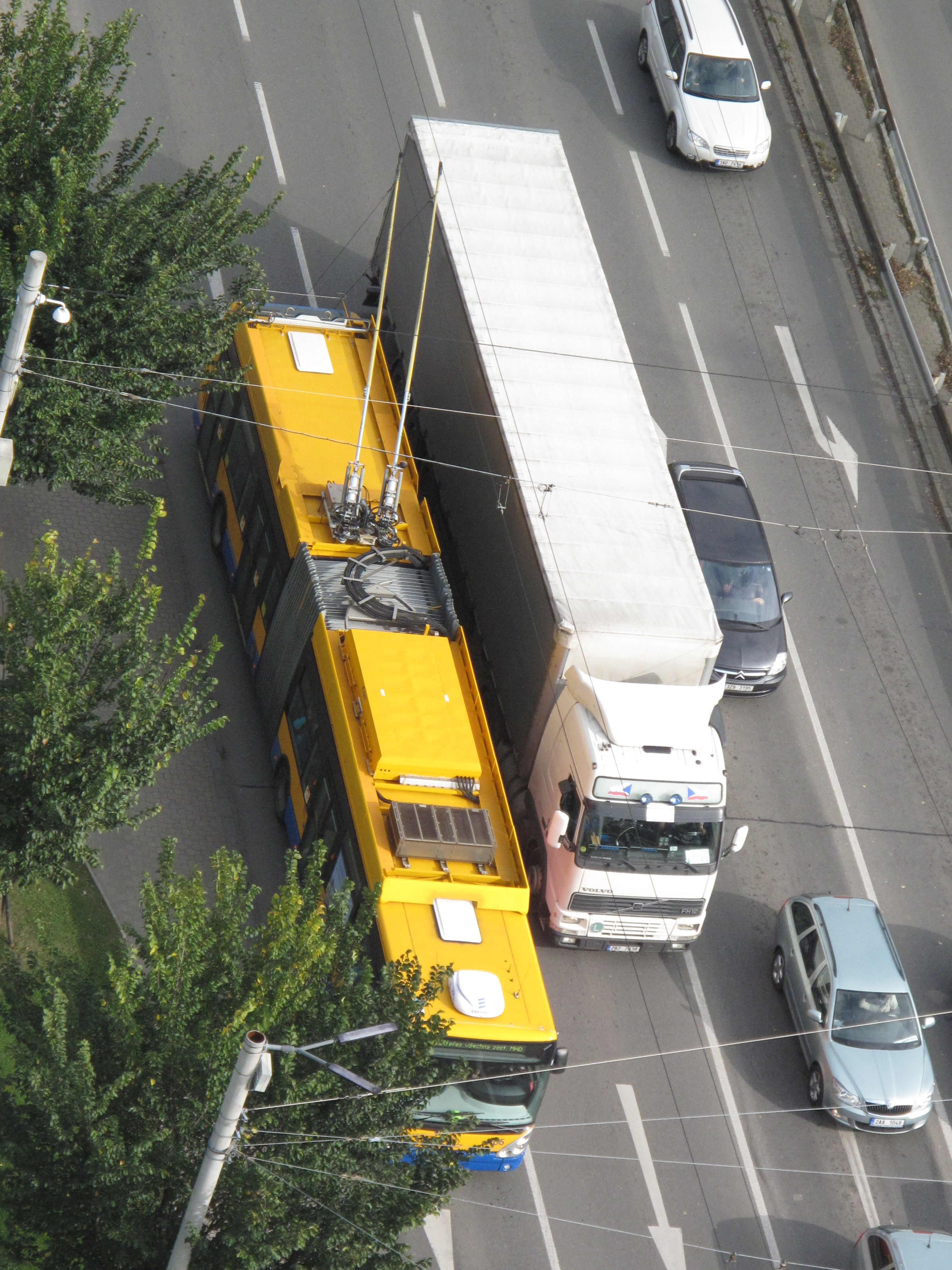
屋根上（ズリーン）
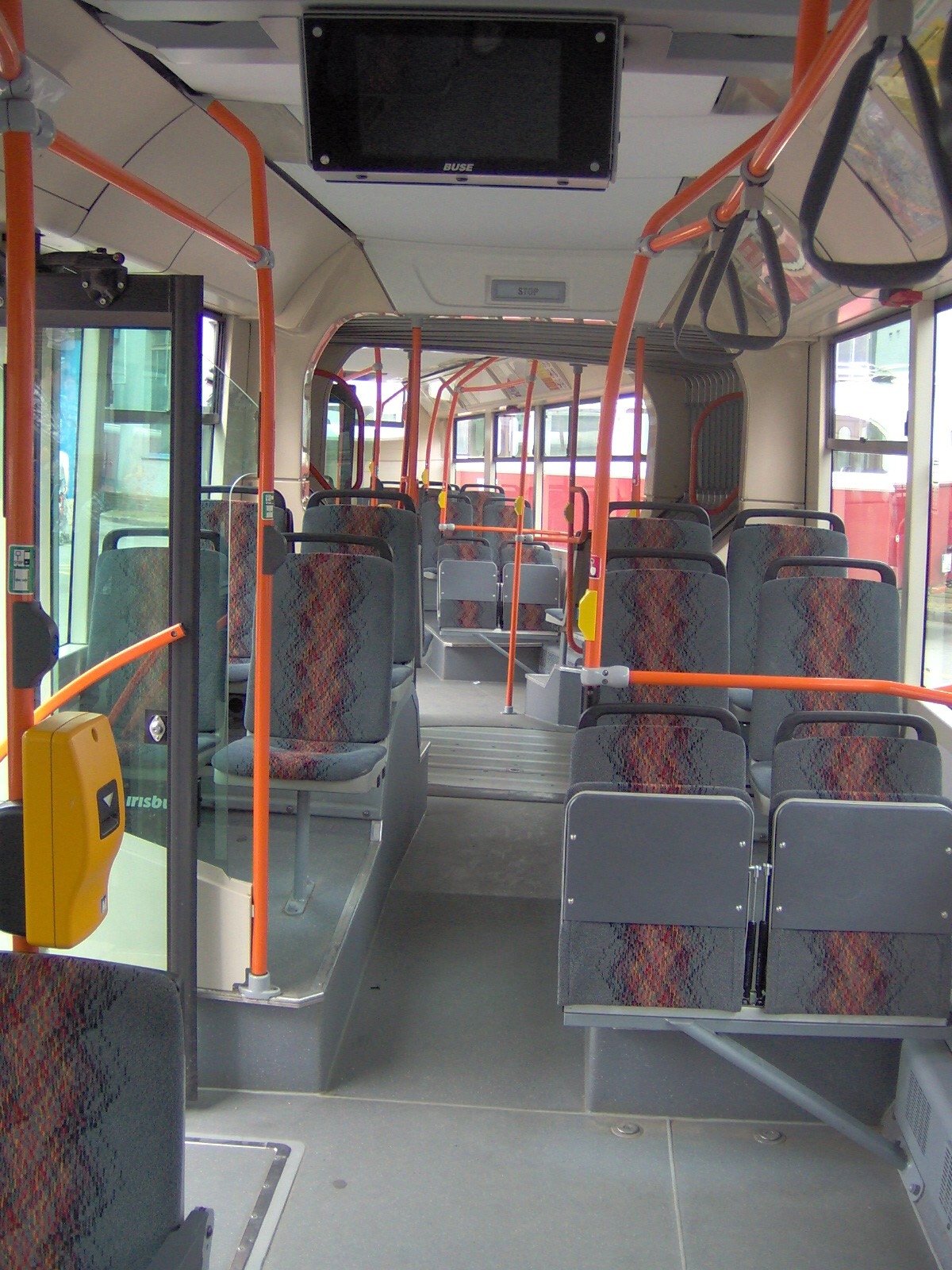
車内（ブルノ）

車体に関しては、2004年に製造された試作車はイリスバスが開発したシティバス18M（Citybus 18M）、量産車は後継モデルのシテリス18M（Citelis 18M）と同一のものが用いられている。また、後者については2007年以降サスペンションがリジッドアクスル式からフロントスイングセミアクスル式に変更されており、車体前方の低床部分の通路の幅が広く取られている。
- 試作車はズリーン - オトロコヴィツェ（チェコ語版）のトロリーバスで2019年まで使用された（2006年撮影）

## 導入都市一覧
シュコダ25Trは試作車も含めて2014年までに78両が生産され、チェコやスロバキアの各都市に導入された。以下の表は、シュコダ25Trの新造車両が導入された都市を纏めたものである。
| シュコダ25Tr 導入都市一覧 | シュコダ25Tr 導入都市一覧                                                 | シュコダ25Tr 導入都市一覧 | シュコダ25Tr 導入都市一覧 |
| 導入国                    | 都市                                                                      | 導入車両数                | 備考                      |
| ------------------------- | ------------------------------------------------------------------------- | ------------------------- | ------------------------- |
| チェコ                    | チェスケー・ブジェヨヴィツェ (チェスケー・ブジェヨヴィツェ・トロリーバス) | 31両                      | [ 9 ]                     |
| チェコ                    | ズリーン オトロコヴィツェ (ズリーン/オトロコヴィツェ・トロリーバス)       | 12両                      | 1両は試作車               |
| チェコ                    | ブルノ (ブルノ・トロリーバス)                                             | 9両                       | [ 11 ]                    |
| チェコ                    | ウースチー・ナド・ラベム (ウースチー・ナド・ラベム・トロリーバス)         | 6両                       | [ 12 ]                    |
| チェコ                    | プルゼニ (プルゼニ・トロリーバス)                                         | 5両                       | [ 13 ]                    |
| チェコ                    | テプリツェ (テプリツェ・トロリーバス)                                     | 2両                       | [ 14 ]                    |
| チェコ                    | ホムトフ イルコフ (ホムトフ/イルコフ・トロリーバス)                       | 1両                       | [ 15 ]                    |
| スロバキア                | ブラチスラヴァ (ブラチスラヴァ・トロリーバス)                             | 6両                       |                           |
| スロバキア                | プレショフ (プレショフ・トロリーバス)                                     | 5両                       |                           |

## ギャラリー

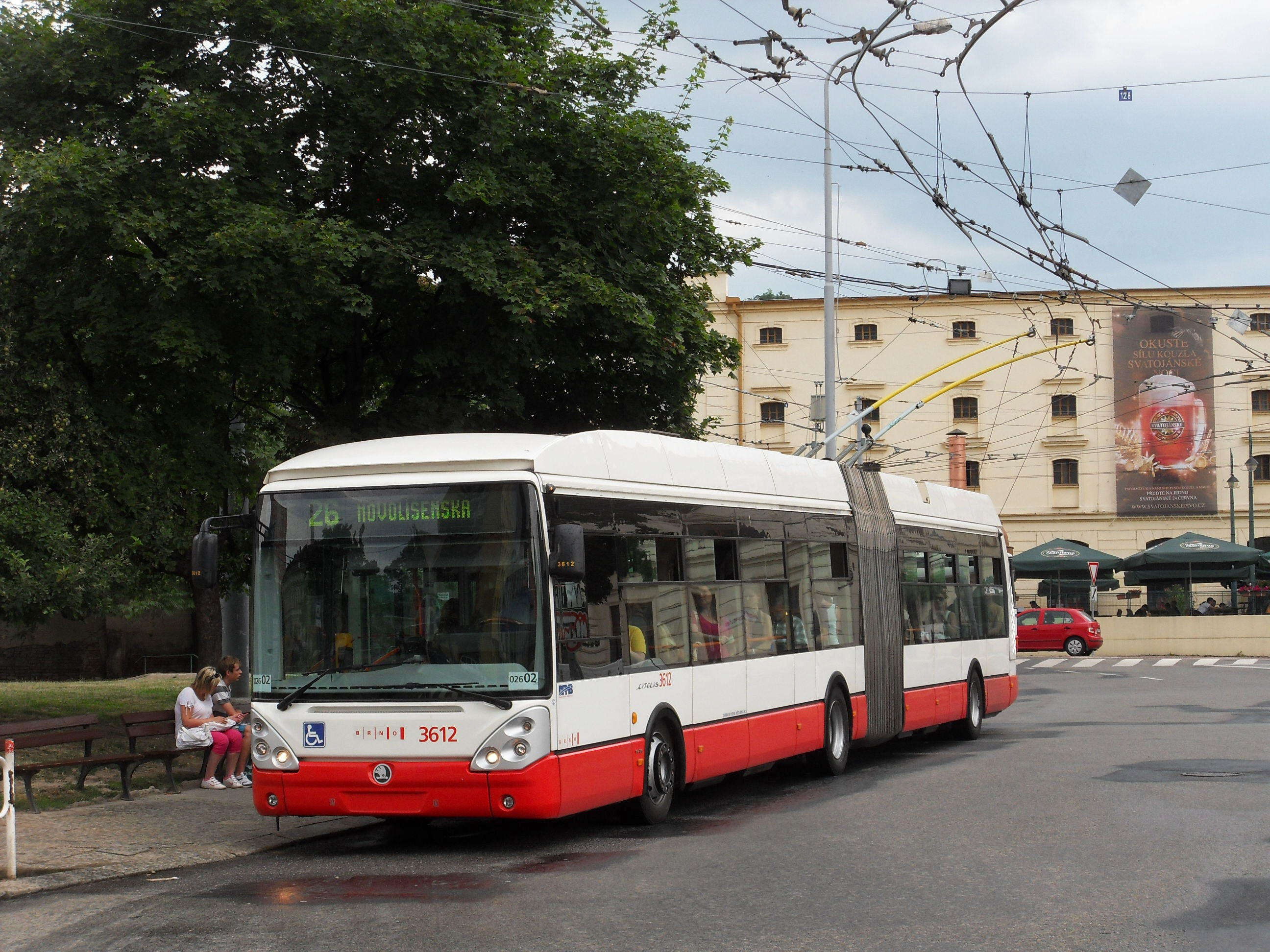
チェコ：ブルノ
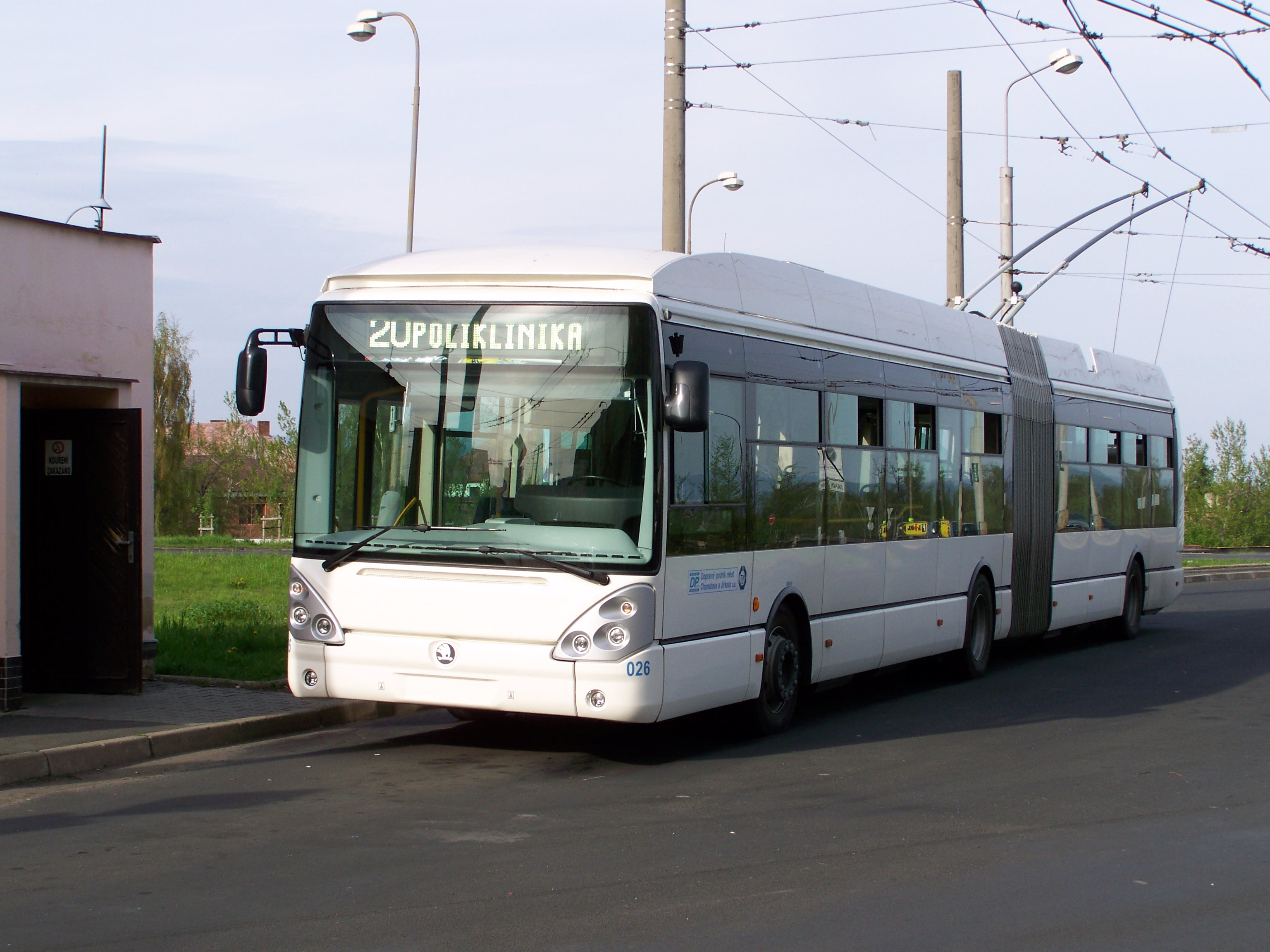
チェコ：ホムトフ
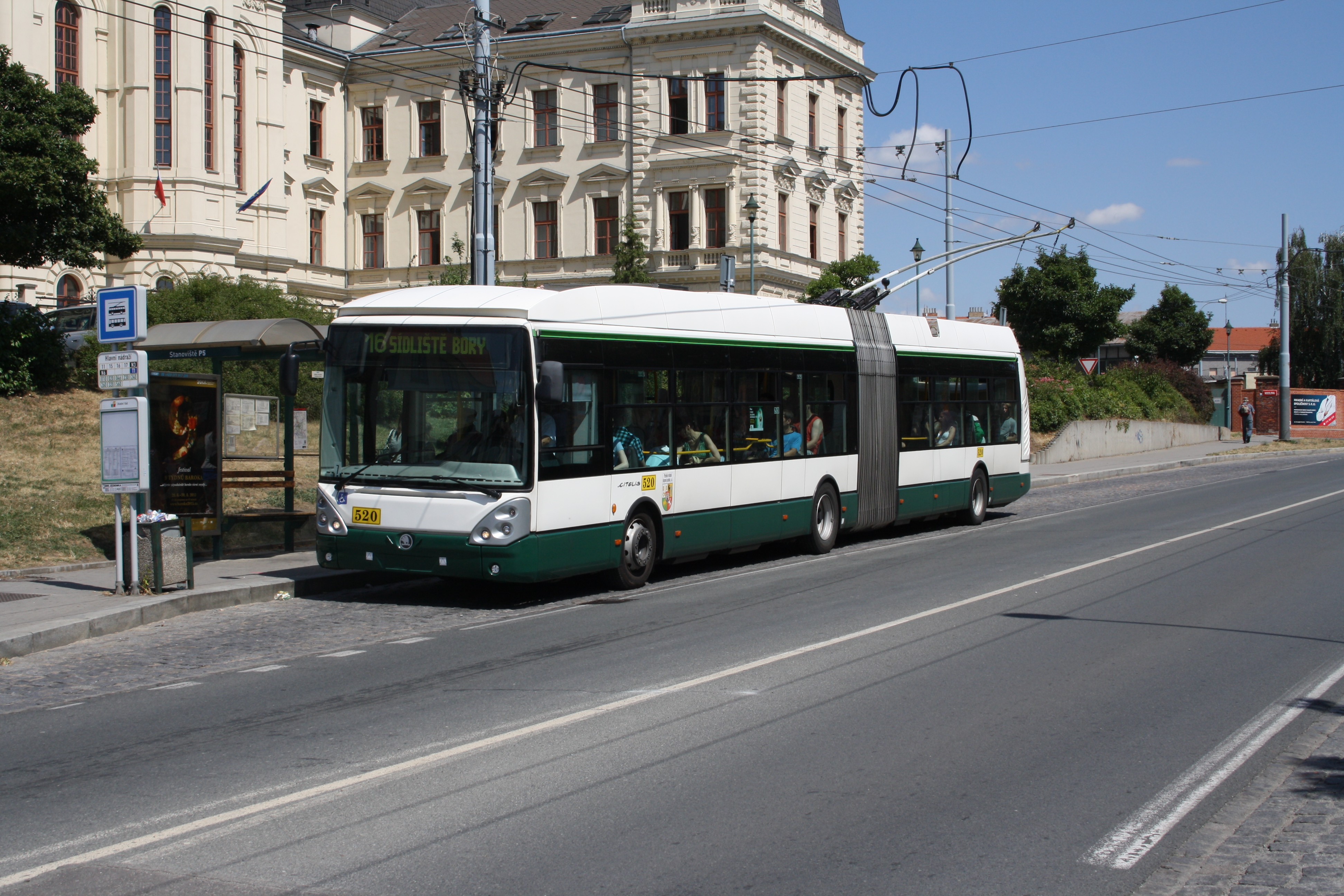
チェコ：プルゼニ
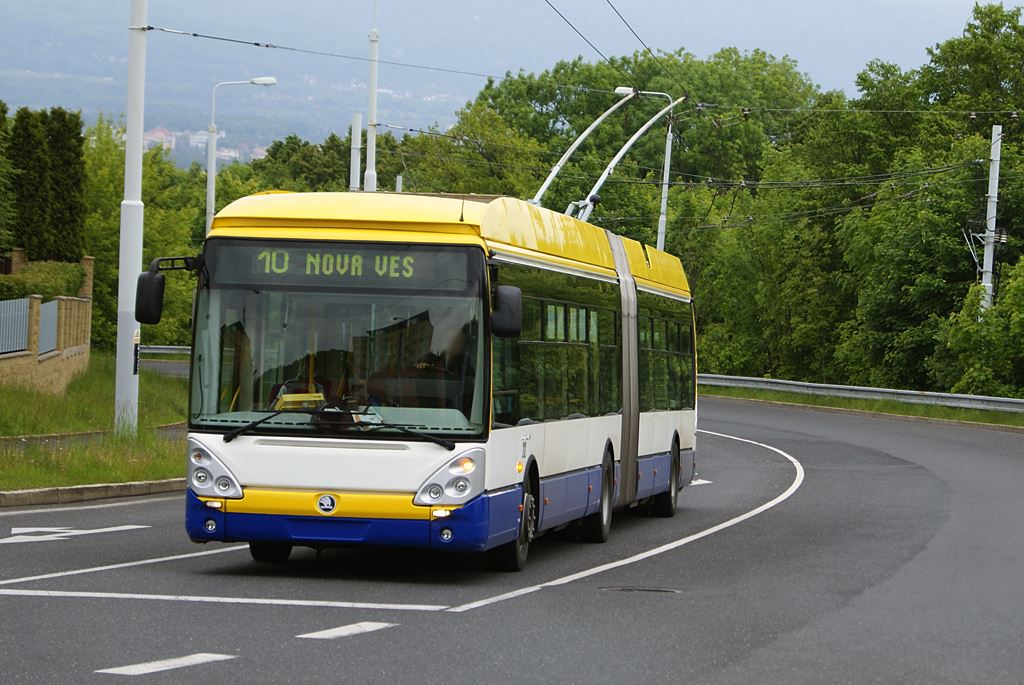
チェコ：テプリツェ
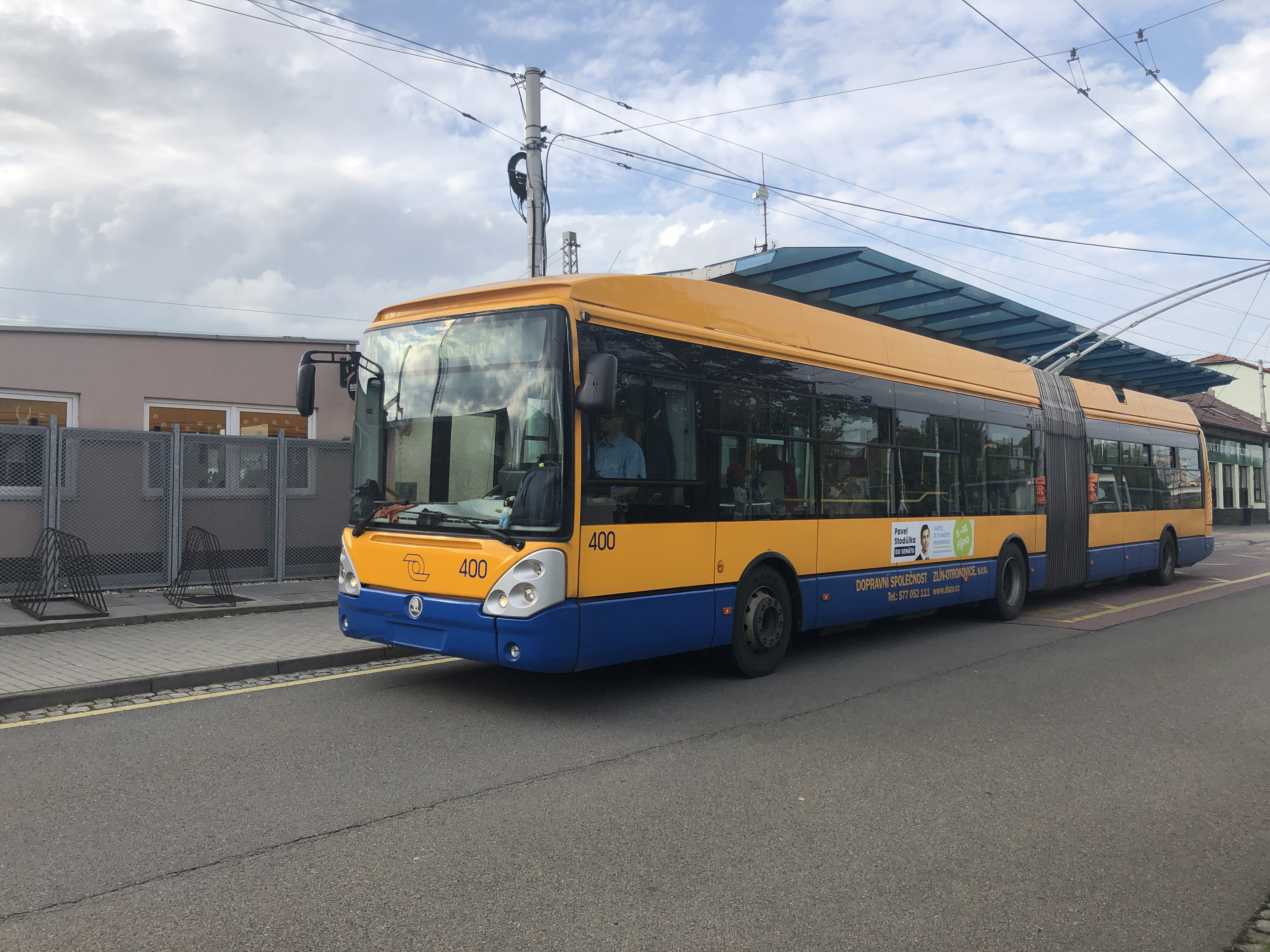
チェコ：オトロコヴィツェ（チェコ語版）
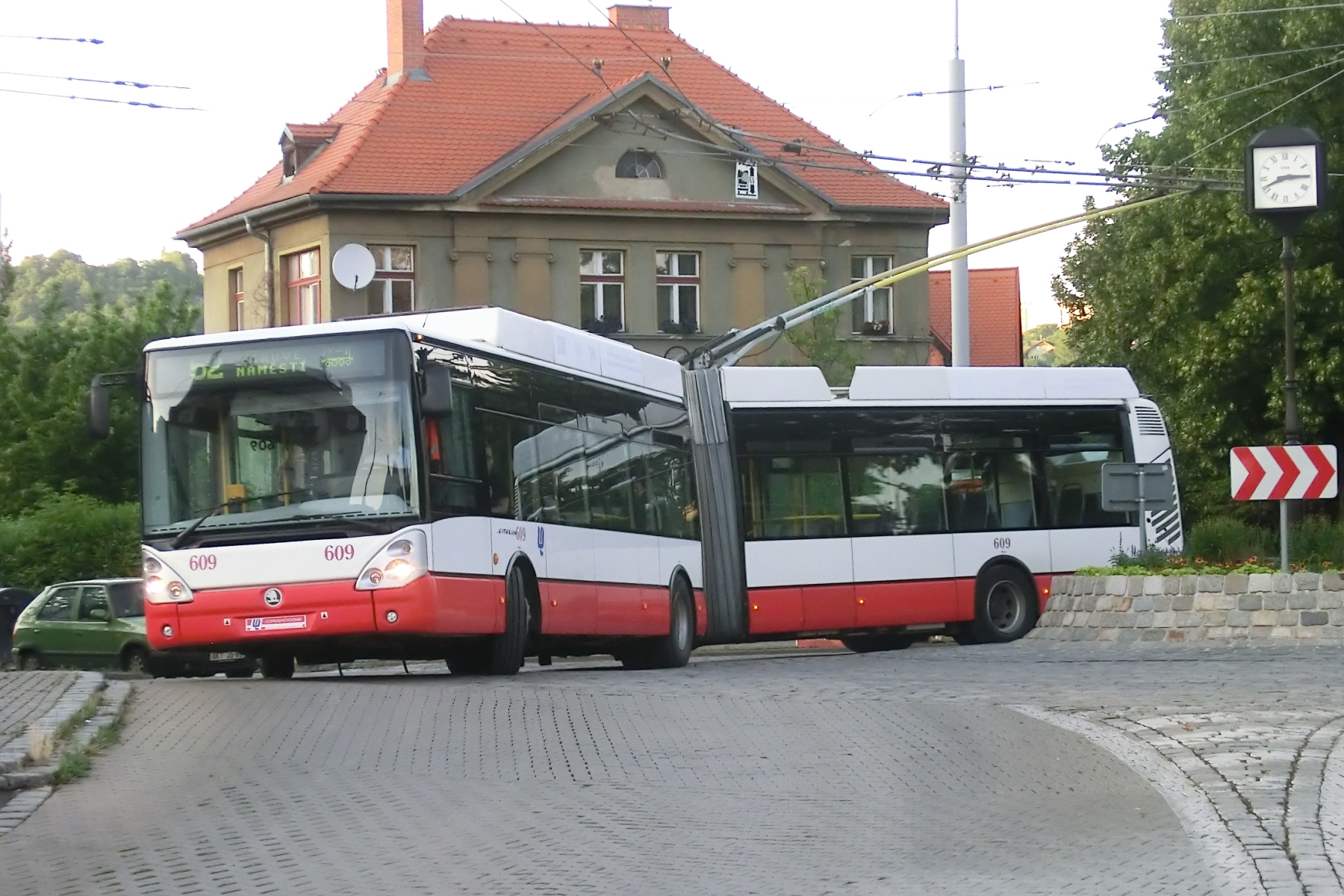
チェコ：ウースチー・ナド・ラベム
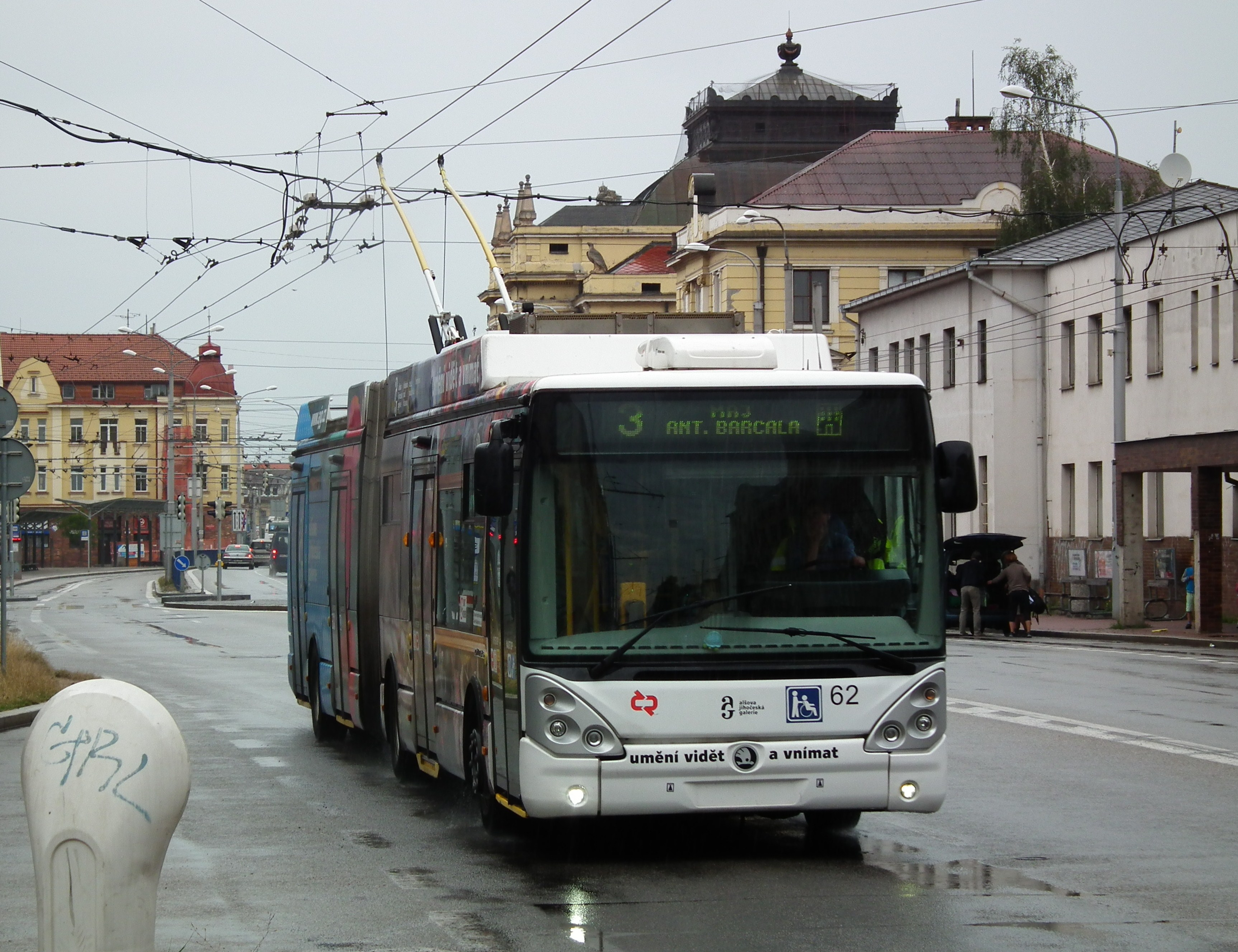
チェコ：チェスケー・ブジェヨヴィツェ
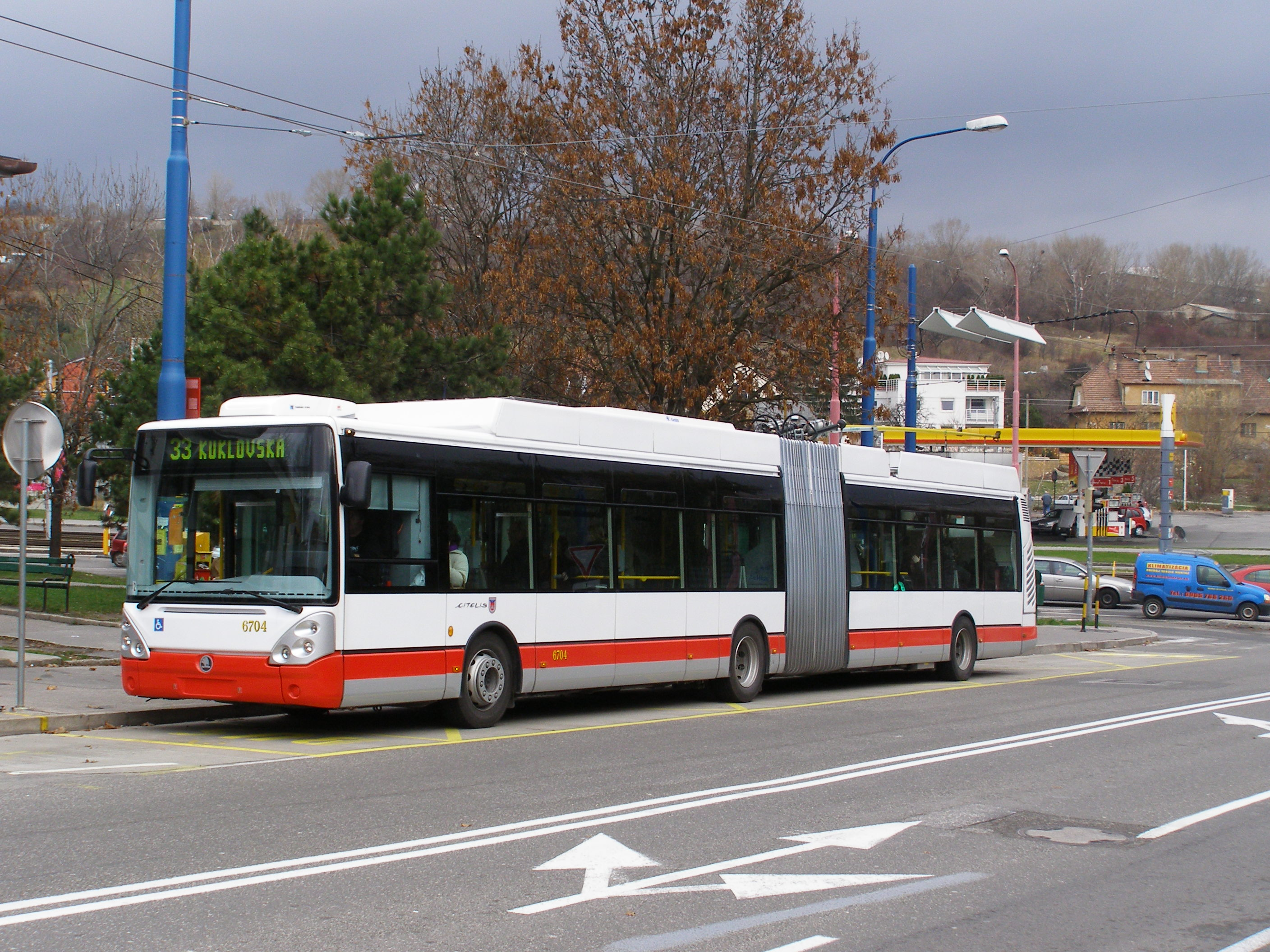
スロバキア：ブラチスラヴァ
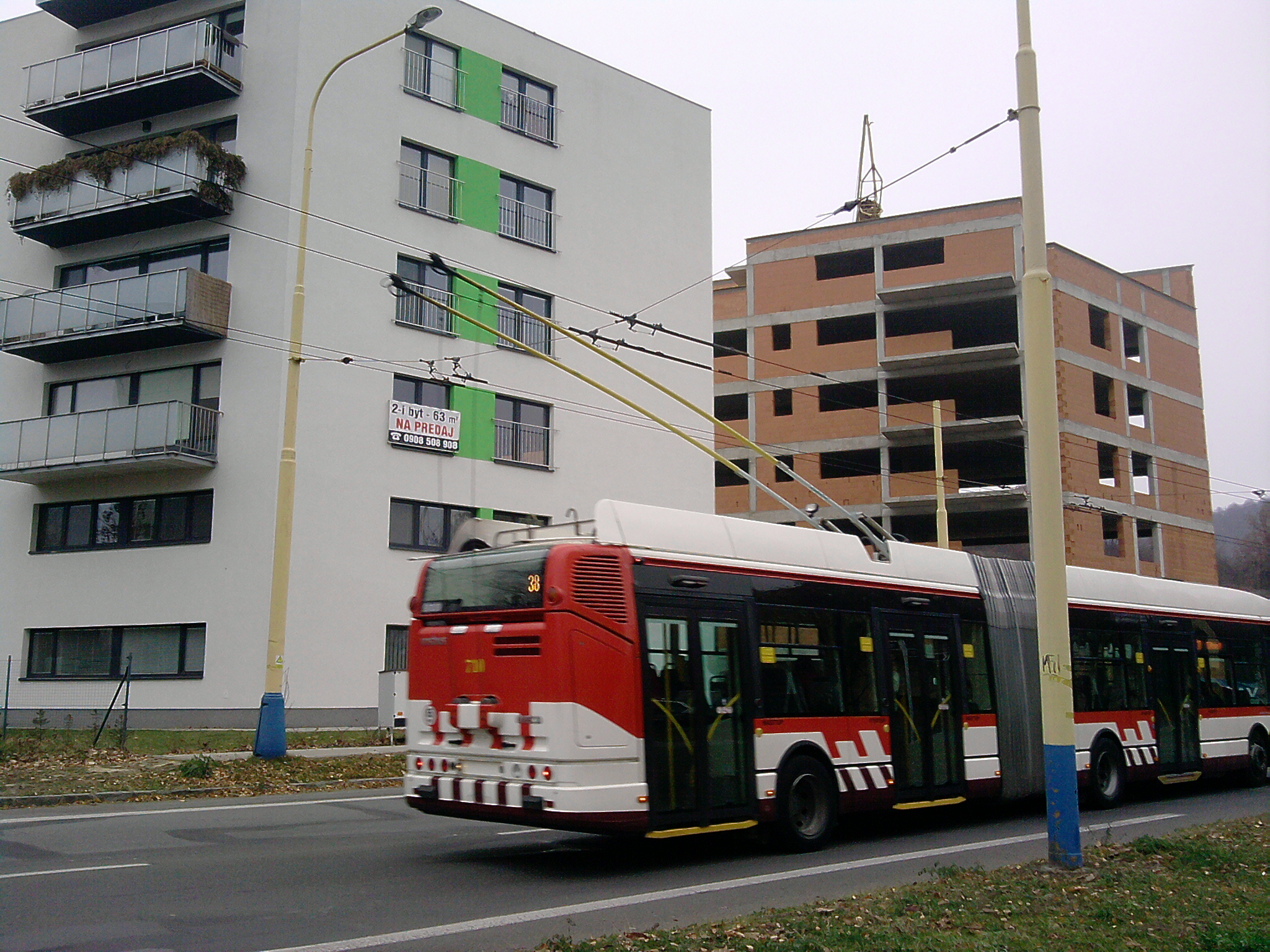
スロバキア：プレショフ

## 参考資料
- Martin Harák (2015-11-10). České trolejbusy historie a současnost, typy, technika, provoz. Praha: Grada Publishing a.s.. ISBN 978-80-247-5552-6

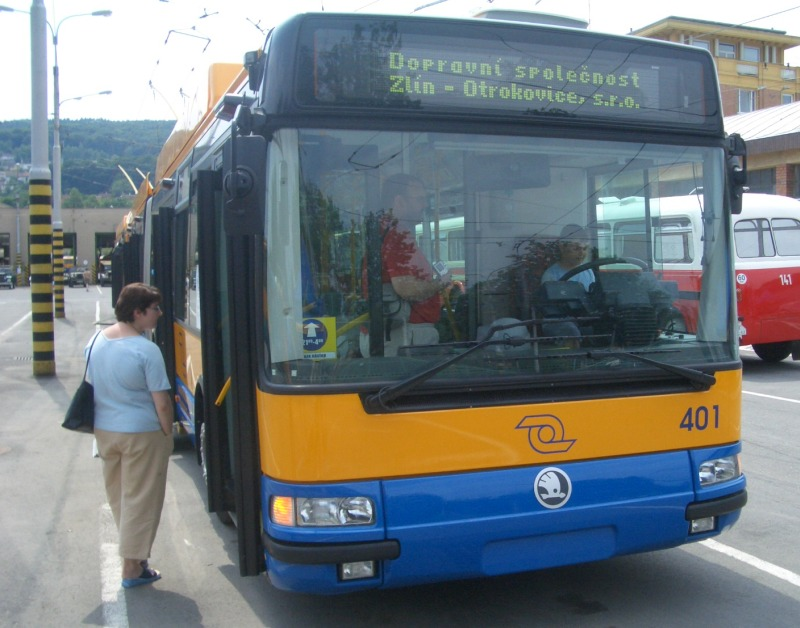
試作車はズリーン - オトロコヴィツェのトロリーバスで2019年まで使用された（2006年撮影）